# Hermann Hesse
Œuvres principales
- Demian (1919)
- Siddhartha (1922)
- Le Loup des steppes (1927)
- Narcisse et Goldmund (1930)
- Le Jeu des perles de verre (1943)

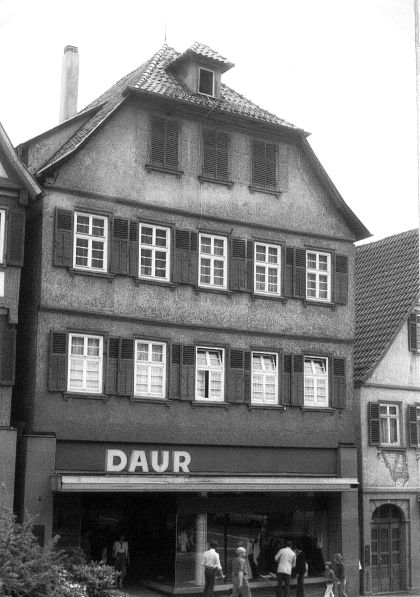
Maison natale de Hermann Hesse à Calw en Allemagne.

Hermann Hesse, né le 2 juillet 1877 à Calw dans le royaume de Wurtemberg (Empire allemand) et mort le 9 août 1962 à Montagnola (Suisse), est un romancier, poète, peintre et essayiste allemand puis, à partir de 1924, suisse. Il obtint le prix Bauernfeld en 1905, le prix Gottfried Keller en 1936 et, en 1946, le prix Goethe ainsi que le prix Nobel de littérature.

## Enfance et jeunesse
Hermann Karl Hesse est issu d'une famille de missionnaires chrétiens de confession protestante. Ses parents furent tous deux engagés pour la Mission de Bâle en Inde, où sa mère, Marie Gundert (de), était née en 1842. Son père, Johannes Hesse (de), né en 1847 dans la famille d'un médecin, était d'origine germano-balte et la famille vécut à Weissenstein (aujourd'hui Paide en Estonie). Dans la petite ville de Calw, en Forêt-Noire, la famille tint à partir de 1873 une maison d'édition missionnaire sous la direction du grand-père maternel de Hesse, Hermann Gundert. Hermann eut huit frères et sœurs, dont trois moururent prématurément. Il grandit avec Adèle, Marulla et Hans Hesse, ainsi qu'avec leurs deux demi-frères, Theodore et Karl Isenberg, que leur mère avait eus avec son premier mari Charles Isenberg.
Le monde dans lequel Hermann Hesse vécut ses premières années était totalement imprégné de l'esprit du piétisme souabe. En 1881, la famille s'installe à Bâle pour cinq années, mais revient ensuite à Calw. Après avoir achevé ses études latines avec succès à Göppingen, Hesse rejoint en 1891 le séminaire protestant de Maulbronn (dont il fera le cadre de son roman L'Ornière). Là se révèle en mars 1892 son caractère rebelle : échappé un jour du séminaire, le garçon de quinze ans ne sera rattrapé que le lendemain, en pleine nature.
Dès lors, sur fond de violents conflits avec ses parents, commence une odyssée à travers divers établissements et écoles. Hermann Hesse était en fait dans une phase dépressive de son trouble bipolaire, au point d'exprimer dans une lettre du 20 mars 1892 des pensées suicidaires (« Je voudrais partir comme le coucher de soleil »). En mai suivant, il fait une tentative de suicide dans l'établissement de Bad Boll dirigé par le théologien et directeur de conscience, Christoph Friedrich Blumhardt. À la suite de cela, Hermann est placé dans la maison de santé de Stetten im Remstal, et plus tard dans un établissement pour enfants à Bâle. Fin 1892, il entre au lycée de Cannstatt, à Stuttgart. En 1893, il y obtient son diplôme probatoire de première année, mais interrompt ses études.
Il commence alors à Esslingen am Neckar un apprentissage de libraire qu'il abandonne après trois jours, puis devient au début de l'été 1894 apprenti mécanicien pour quatorze mois, dans la fabrique d'horloges Perrot à Calw. Le travail monotone de soudage et de limage renforce chez Hermann Hesse le désir de se tourner à nouveau vers une activité spirituelle. En octobre 1895, il se sent prêt à entamer un nouvel apprentissage de libraire, à Tübingen, et à s'y consacrer sérieusement. Plus tard, il relatera ces péripéties de son enfance dans son roman L'Ornière (Unterm Rad).

### La naissance d'un écrivain
Hesse travaille, à partir du 17 octobre 1895, dans la librairie Heckenhauer à Tübingen. L'essentiel du fonds traitait de théologie, de philosophie et de droit. La tâche de l'apprenti Hesse consistait à collationner, emballer, classer et archiver les livres. Après sa journée de travail de douze heures, il continue à enrichir sa culture en solitaire, et les livres compensent encore son absence de contacts sociaux pendant les longs dimanches fériés. Hesse lit des écrits théologiques, puis l'œuvre de Goethe, et plus tard Lessing, Schiller et des textes de la mythologie grecque. En 1896, son poème Madonna est publié dans une revue viennoise.
En 1898, il devient assistant libraire et dispose désormais d'un revenu respectable, lui assurant une indépendance financière vis-à-vis de ses parents. À cette époque, il lit surtout les œuvres des romantiques allemands, et tout particulièrement de Clemens Brentano, Joseph von Eichendorff et Novalis. Dans une lettre à ses parents, il exprime sa conviction que « la morale est chez les artistes remplacée par l'esthétique ». Alors qu'il était toujours libraire, Hesse publie, à l'automne 1898, son premier petit recueil de poèmes, Romantische Lieder (Chants romantiques), et à l'été 1899 le recueil en prose Eine Stunde hinter Mitternacht (Une heure après minuit). Les deux ouvrages furent des échecs commerciaux. En l'espace de deux ans, seuls cinquante-quatre des six cents exemplaires de Romantische Lieder seront vendus. Eine Stunde hinter Mitternacht est également tiré à seulement six cents exemplaires et ne se vendit que très lentement. L'éditeur leipzigois Eugen Diederichs (de) est cependant convaincu de la valeur littéraire de l'œuvre, et voit ces publications dès le départ comme des encouragements pour le jeune auteur, plutôt que comme une entreprise rentable.

### Déménagement en Suisse

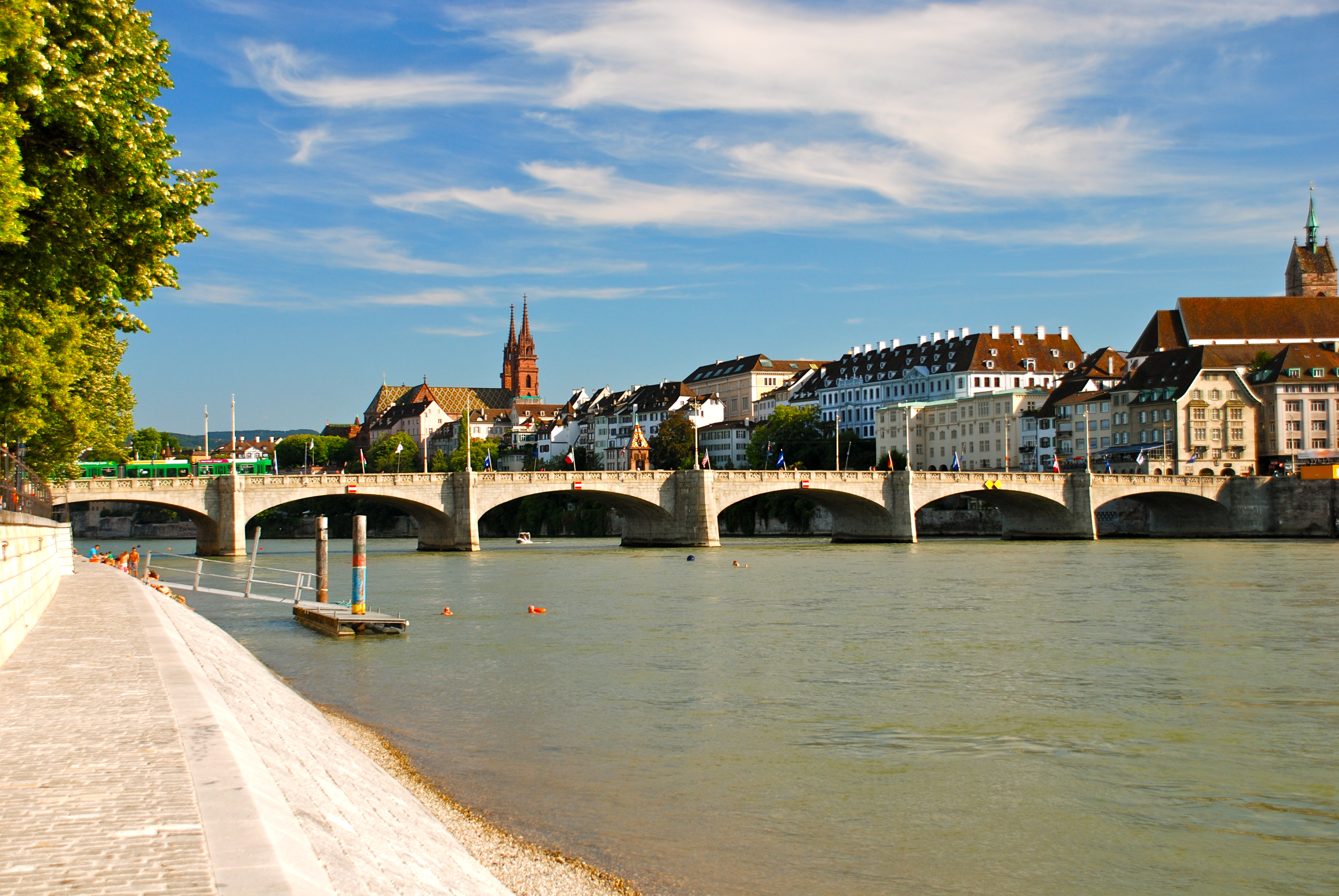
La ville de Bâle, qui est devenue un point de référence important tout au long de la vie de Hermann Hesse et qui a joué un rôle important dans la formation de l'auteur.

À partir de l'automne 1899, Hesse travaille dans une librairie d'occasion à Bâle. Ses parents ayant d'étroits contacts avec les familles bâloises érudites, un royaume spirituel et artistique des plus stimulants s'ouvre à lui. En même temps, le promeneur solitaire qu'est Hesse trouve à Bâle l'occasion de retraites grâce aux nombreuses possibilités de voyages et promenades, ce qui sert sa quête artistique personnelle, en développant en lui l'aptitude à transcrire littérairement une observation sensorielle, aptitude sans cesse confrontée à une aventure nouvelle. En 1900, Hesse est exempté du service militaire en raison de sa faible vue. Ses difficultés de vision dureront toute sa vie, de même que sa névralgie et ses maux de tête.
En 1901, Hesse peut réaliser l'un de ses grands rêves en voyageant pour la première fois en Italie. La même année, il entre chez un nouvel employeur, le libraire Wattenwyl, à Bâle. À la même époque, les occasions de publier des poèmes et de petits textes littéraires dans des revues se multiplient et, désormais, les rémunérations de ces publications contribuent à ses revenus. Très vite, l'éditeur Samuel Fischer (de) s'intéresse à lui, et le roman Peter Camenzind, pré-publié en 1903 et publié officiellement en 1904 chez Fischer, marque une rupture : Hesse peut maintenant vivre de sa plume.

### Entre le lac de Constance et l'Inde

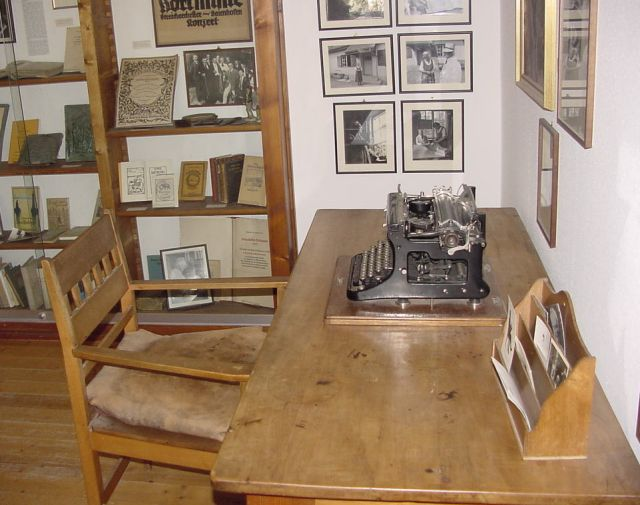
Table de travail de Hermann Hesse au musée qui lui est consacré à Gaienhofen-Höri.

La consécration littéraire permet à Hesse d'épouser, en 1904, la photographe Maria Bernoulli (1868–1963), de s'installer avec elle à Gaienhofen au bord du lac de Constance, et d'y fonder une famille comptant trois fils, Bruno, Heiner et Martin. Il y écrit son deuxième roman L'Ornière, paru en 1906. Par la suite, il rédige surtout des nouvelles et des poèmes. Son roman suivant, Gertrude (1910), évoque la crise de créativité de Hesse. Il achève péniblement cette œuvre, et la considèrera plus tard comme ratée. Les désaccords se multiplient aussi dans son ménage, et pour prendre de la distance, Hesse fait en 1911, avec Hans Sturzenegger (de), un long voyage à Ceylan et en Indonésie. Il n'y trouve pas l'inspiration spirituelle et religieuse espérée, mais ce voyage imprègnera fortement ses œuvres ultérieures, à commencer par Carnets indiens (1913). Après le retour de Hesse, la famille déménage en 1912 à Berne, mais ce déplacement ne résout pas les problèmes du couple, comme le dépeint Hesse en 1914 dans son roman Roßhalde.

## La Première Guerre mondiale
À la déclaration de la Première Guerre mondiale en 1914, Hesse se présente comme volontaire à l'ambassade d'Allemagne, car il ne peut supporter de rester inactif, pendant que d'autres jeunes écrivains meurent au front. Il est néanmoins déclaré inapte au combat et affecté à Berne à l'assistance aux prisonniers de guerre, auprès de l'ambassade d'Allemagne. Dans sa nouvelle fonction, Hesse est dès lors occupé à rassembler et expédier des livres pour les prisonniers de guerre allemands. À cette époque, il est coéditeur de la Deutsche Interniertenzeitung (Journal des internés allemands, 1916-1917), éditeur du Sonntagsbote für die deutschen Kriegsgefangenen (Courrier dominical des prisonniers de guerre allemands, 1916-1919), et responsable de la « Librairie des prisonniers de guerre allemands ».
Le 3 novembre 1914, il publie dans la Neue Zürcher Zeitung l'article « O Freunde, nicht diese Töne » (« O mes amis, pas sur ce ton ! », premier vers de l’Ode à la joie), dans lequel il appelle les intellectuels allemands à ne pas tomber dans les polémiques nationalistes. Il en résulte ce que Hesse qualifiera plus tard de grand tournant de sa vie : pour la première fois, il se retrouve au milieu d'une violente querelle politique. La presse allemande l'attaque, il reçoit des lettres de menace et de vieux amis se désolidarisent de lui. Il est soutenu par son ami Theodor Heuss, mais aussi par l'écrivain français Romain Rolland, à qui Hesse rend visite en août 1915.
Ces conflits avec le public allemand ne sont pas encore apaisés que Hesse subit une suite de coups du sort qui le plongent dans une crise existentielle plus profonde encore : la mort de son père le 8 mars 1916, la grave maladie de son fils Martin et la crise de schizophrénie de sa femme. Il doit interrompre son travail d'assistance aux prisonniers et commence un traitement psychothérapeutique. L'intense travail de psychanalyse qui s'ensuit, notamment avec le psychanalyste suisse Josef Bernhard Lang dès 1916 et au cours duquel Hesse fait aussi la connaissance de Carl Gustav Jung, débouche sur un nouveau point culminant de sa créativité : en septembre-octobre 1917, Hesse rédige en trois semaines d'un travail frénétique son roman Demian. Le livre est publié après la guerre, en 1919, sous le pseudonyme d'Emil Sinclair.

## La Casa Camuzzi

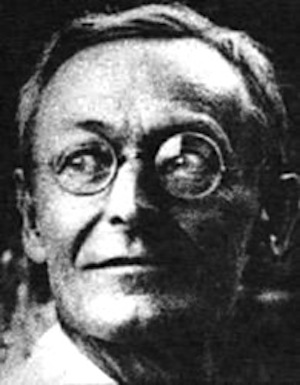
Hermann Hesse (1925).

Lorsque Hesse reprend ainsi sa vie civile, son couple est désuni. Malgré la guérison de sa femme de sa grave psychose, Hesse ne peut envisager aucun avenir commun avec elle. La maison de Berne est vendue, et Hesse emménage mi-avril 1918 dans le canton du Tessin, où il habite tout d'abord une petite maison paysanne à l'entrée de Minusio près de Locarno. Puis il vit du 25 avril au 11 mai à Sorengo. Le 11 mai, il s'installe dans le village de Montagnola, près de Lugano, comme locataire de quatre petites pièces dans un bâtiment ressemblant à un château, la « Casa Camuzzi ». Là, il ne reprend pas seulement son activité d'écriture, mais commence aussi à peindre, ce qui apparaît clairement en 1920 dans son grand récit suivant, Le Dernier Été de Klingsor. En 1922 parait le roman indien Siddhartha, où s'exprime son amour de la culture indienne et des sagesses orientales auxquelles il avait déjà été familiarisé dans la maison de ses parents. En 1924 il épouse Ruth Wenger, fille de la femme de lettres suisse Lisa Wenger et tante de Meret Oppenheim (après le mariage avec Hesse, elle eut comme fils le futur acteur Ezard Haußmann (de)). Et cette année-là Hesse obtient la nationalité suisse.
Les principales œuvres qui suivent, Le Curiste en 1925 et le Voyage à Nüremberg en 1927, sont des récits autobiographiques teintés d'ironie, dans lesquels s'annonce déjà le plus célèbre roman de Hesse, Le Loup des steppes (1927). Pour son cinquantième anniversaire, qu'il fête cette année-là, parait également sa première biographie, publiée par son ami Hugo Ball. Peu après le succès de son roman, la vie du solitaire loup des steppes Hesse prend un nouveau tour par sa relation avec Ninon Dolbin, originaire de Czernowitz en Bukovine, qui devient plus tard sa troisième femme. Le résultat de cette conversion à la vie de couple est le roman Narcisse et Goldmund (1930).
Hesse quitte, en 1931, la Casa Camuzzi, et s'installe avec Ninon dans une plus grande maison (la Casa Hesse, parfois aussi appelée Casa Rossa) dans les hauteurs de Montagnola, construite selon ses souhaits et mise à sa disposition par son ami Hans C. Bodmer (de). Cette maison est actuellement un bien privé et ne peut être visitée.

## Le Jeu des perles de verre

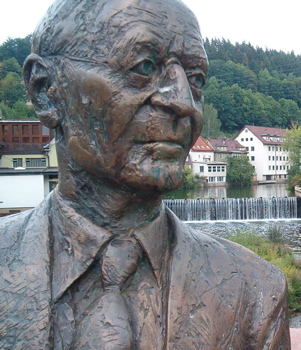
Monument Hermann Hesse à Calw.

Dans une correspondance du 4 mai 1931, Hermann Hesse déclare vouloir défendre sa « profession de foi » qui permet de « remplacer le culte des idoles contemporaines [.par.] les éléments d'une croyance à partir de laquelle il serait possible de vivre (l'Amour dans Siddhartha, les Immortels dans Le Loup des steppes par exemple) ».
En 1931, il commence à composer sa dernière grande œuvre, Le Jeu des perles de verre. Il publie en 1932 un récit préparatoire, Le Voyage en Orient. Il observe avec beaucoup d'inquiétude la prise de pouvoir des nazis en Allemagne. En 1933, Bertolt Brecht et Thomas Mann s'arrêtent tous deux chez lui dans leur voyage vers l'exil. Hesse essaye à sa manière de contrer l'évolution de l'Allemagne. Il publie depuis des décennies des comptes-rendus de lecture dans la presse allemande. Désormais il s'y exprime plus fortement pour les auteurs (juifs ou non) pourchassés par les nazis.
À partir du milieu des années 1930, aucun journal allemand ne publie plus d'articles de Hesse. Le refuge spirituel de Hesse contre les querelles politiques, et, plus tard, contre les nouvelles terribles de la Seconde Guerre mondiale est son travail sur son roman Le Jeu des perles de verre, publié en 1943 en Suisse. C'est en grande partie pour cette œuvre tardive que lui est décerné en 1946 le prix Nobel de littérature.
Après la Seconde Guerre mondiale, la créativité de Hesse décline : il écrit encore des nouvelles et des poèmes, mais plus aucun roman. Il est par ailleurs sollicité par un flot intarissable de lettres, le prix de sa gloire renouvelée auprès d'une nouvelle génération de lecteurs allemands, qui cherchent aide et conseil auprès du « vieux sage » de Montagnola. Hermann Hesse meurt le 9 août 1962, il est enterré au cimetière de Sant’Abbondio, près de Montagnola, où Hugo Ball repose également. Le fonds d'archives de Hermann Hesse se trouve aux Archives littéraires suisses à Berne.

## Importance de l'œuvre
Les premières œuvres de Hesse restent dans la tradition du XIXe siècle : son lyrisme doit tout au romantisme, il en est de même de la langue et du style de Peter Camenzind, un livre que son auteur présentait comme un roman initiatique dans la lignée du Henri le vert de Gottfried Keller. Sur le fond, Hesse s'oppose à l'industrialisation croissante et à l'urbanisation, ce par quoi il rejoint une tendance des mouvements de jeunesse allemands. Hesse abandonne plus tard cette tradition néo-romantique de la forme et du fond. En revanche, la structure antithétique de Peter Camenzind, avec le contraste entre ville et campagne et l'opposition masculin-féminin, est encore présente plus tard dans les chefs-d'œuvre de Hesse (par ex. Demian et Le Loup des steppes).
La connaissance des archétypes décrits par le psychologue Carl Gustav Jung eut une influence déterminante sur l'œuvre de Hesse, visible à partir du roman Demian : le chemin d'une jeune personne vers soi-même devint l'un de ses thèmes de prédilection. La tradition des romans initiatiques se poursuit également avec Demian, mais dans cet ouvrage (comme dans Le Loup des steppes), l'histoire ne se déroule plus sur un plan réel, mais dans un « paysage spirituel » intérieur.
Un autre aspect essentiel de l'œuvre de Hesse est la spiritualité, particulièrement présente dans le roman Siddhartha. La thèse principale de Siddharta soutient que la plénitude spirituelle ne peut être trouvée ni dans le renoncement aux réalités du monde ni dans la doctrine de Bouddha, mais dans l'expérience des sens. Les syncrétismes religieux (christianisme, bouddhisme) et intellectuels (Nietzsche, Jung) qui s'y expriment sont la profession de foi de Hesse, fondée sur l'ouverture au monde, sur la découverte d'une transcendance où s'unissent la vie et l'esprit. L'auteur reprendra ces éléments dans une ébauche de théologie (Ein Stückchen Theologie) et dans le texte Mein Glaube (Ce que je crois).
Tous les ouvrages de Hesse comportent une part autobiographique, particulièrement visible dans Le Loup des steppes, qui est précisément un modèle de « roman de crise existentielle ». Cette caractéristique ne disparaît que dans ses œuvres tardives. Dans les romans apparentés, Le Voyage en Orient et Le Jeu des perles de verre, Hesse traita un thème qu'il avait déjà abordé dans Peter Camenzind : l'opposition entre vie active et vie contemplative. En partant du contexte de son époque, Hesse conçut dans Le Jeu des perles de verre une utopie pour l'humanité et pour l'âme, les deux éléments s'équilibrant dans un jeu d'échanges dialectiques. Bien qu'écrivant encore un roman initiatique « classique », il le fait de façon moderne, inversant les termes de la problématique maître/esclave hégélienne et nietzschéenne (dont il était un lecteur fervent) et répondant à distance au roman de Goethe, Les Années d'apprentissage de Wilhelm Meister, qu'il considérait comme le chef-d'œuvre de la littérature allemande. En effet, le héros de Goethe s'appelle « Meister » (le « maître »), tandis que celui de Hesse se nomme « Joseph Valet », ceci de façon délibérée, Hesse considérant que seuls l'humilité et le « lâcher prise » étaient des solutions pour l'âme humaine, et l'esprit allemand en particulier (ce en quoi il s'oppose à Thomas Mann).

## Réception critique
La qualité littéraire et l'importance de l'œuvre de Hermann Hesse étaient déjà controversées de son vivant, et le débat continue aujourd'hui. Des collègues comme Thomas Mann ou Hugo Ball le tenaient en haute estime, cependant qu'à l'opposé Kurt Tucholsky disait : « Je tiens Hesse pour un écrivain au don d'essayiste bien supérieur à ses qualités lyriques. » Alfred Döblin parla même d'une « ennuyeuse limonade ». Les premières œuvres de Hesse furent cependant en majorité jugées positivement par les critiques littéraires contemporains.
L'accueil de son œuvre dans l'Allemagne des deux Guerres mondiales fut marqué par les campagnes de presse contre l'auteur, en raison de ses prises de position contre la guerre et le nationalisme. À partir de 1937, les ouvrages de Hesse ne pouvaient être vendus que précautionneusement. De ce fait, une grande partie de la jeune génération ne découvrit Hesse qu'après 1945.
Plus de dix ans après que Hesse eut reçu le prix Nobel de littérature, Karlheinz Deschner écrivit en 1957 dans son pamphlet Kitsch, Konvention und Kunst (Kitsch, convention et art) : 

« Le fait que Hesse publia une écrasante quantité de vers absolument nuls est un déplorable manque de discipline, une barbarie littéraire »

et n'émit pas non plus un jugement favorable sur sa prose. Une partie de la critique littéraire allemande adopta ce jugement pendant les décennies qui suivirent, et Hesse fut qualifié par certains de « fabricant de littérature décadente et kitsch ». C'est ainsi que l'accueil fait à Hesse poursuivit son mouvement cyclique : à peine avait-il sombré au plus profond dans les années 1960 en Allemagne, qu'éclata aux États-Unis un « Hesse boom » qui atteignit jusqu'à l'Allemagne. Le Loup des steppes, en particulier, devint un livre à succès international (au point qu'un groupe de rock dont le chanteur était d'ailleurs d'origine allemande lui emprunta son nom : Steppenwolf), et Hesse devint l'un des auteurs allemands les plus traduits et lus dans le monde : plus de 100 millions de ses livres furent vendus. Dans les années 1970, les éditions Suhrkamp commercialisèrent des disques où Hesse récitait à la fin de sa vie des extraits de ses œuvres. En effet, dès le début de sa carrière, Hesse se voua à la lecture publique, et il transcrivit cette expérience particulière dans un texte inhabituellement joyeux, Autorenabend (Soirée d'auteur).

## Œuvres

### Romans
- Lauscher (écrits et poèmes laissés par Hermann Lauscher) (1900)
- Peter Camenzind (1904), traduction avec le même titre français d'Emile Straub, Paris, Belin, 1945, FRBNF32243917
- L'Ornière (1906)
- Gertrude (1910)
- Rosshalde (1914)
- Knulp (1915)
- Demian (1919) (sous le pseudonyme d'Emil Sinclair)
- Le Retour de Zarathoustra (1919)
- Siddhartha (1922)
- Le Curiste (1925)
- Der Steppenwolf (1927) édition française : Le Loup des steppes (trad. Alexandra Cade), Paris, Calmann-Lévy, 2004, 313 p. (ISBN 978-2-253-00293-2)
- Voyage à Nuremberg (1927)
- Narcisse et Goldmund (1930)
- Le Voyage en Orient (1932)
- Le Jeu des perles de verre (1943)
- Mon enfance (autobiographie)

### Nouvelles et textes divers (traduits en français)
- Berthold, nouvelles
- Le Dernier Été de Klingsor (1920)
- Brèves nouvelles de mon jardin (2002 en allemand), Calmann-Lévy, 2005, 188 p.  (ISBN 978-2-7021-3583-9)[5]
- Carnets indiens (1913)
- Description d'un paysage
- Éloge de la vieillesse
- Feuillets d'album
- Fiançailles, nouvelles
- Guerre et Paix - Considérations politiques
- Histoires d'amour, nouvelles
- Histoires médiévales
- La Bibliothèque universelle
- La Conversion de Casanova, nouvelles
- La Leçon interrompue, recueil de cinq nouvelles (Mon enfance, Histoire de mon Novalis, Le mendiant, Mon camarade Martin et La Leçon interrompue), Paris, Calmann-Lévy,  (ISBN 978-2-253-17496-7)
- L'Art de l'oisiveté (1899-1962)
- Le Loup
- Lecture-minute
- L'Enfance d'un magicien
- Les Contes merveilleux
- Les Frères du soleil
- Lettres (1900-1962), Paris, Calmann-Lévy,  (ISBN 978-2-7021-0411-8)
- L'homme qui voulait changer le monde
- Magie du livre
- Musique
- Robert Aghion
- Si la guerre durait encore deux ans
- Souvenirs d'un Européen
- Tessin
- Une ville touristique du Midi
- Voyages en Italie
- Une petite ville d'autrefois
- Le Poète chinois
- François d'Assise, 2015, Salvator  (ISBN 978-2-7067-1291-3)
- La Foi telle que je l'entends, éditions de la Coopérative, 2017  (ISBN 979-10-95066-12-5)

### Poèmes
- Elisabeth 1900
- Wie eine Welle 1901
- Soirée 1902
- Julikinder 1904
- Im Nebel 1905
- Bücher 1918
- Vergänglichkeit 1919
- Der Liebende 1921
- Für Ninon 1927
- Klage 1934
- Stufen 1941
- C'en est trop - Poèmes 1892-1962, traduction de François Mathieu, Paris, Bruno Doucey, 2019

### Correspondance
- Hermann Hesse et Romain Rolland, D'une rive à l'autre : correspondance, Paris, Albin Michel, 1972.
- Hermann Hesse et Thomas Mann, Correspondance, Paris, José Corti, 1997.

## Iconographie
- 1927 - Hermann Hesse Photo de Gret Widmann (de).
- 1957 - Buste de Hermann Hesse, bronze par Otto Bänninger (1897-1973), sculpteur suisse.